# Măgurele, Prahova
Măgurele (mai vechi, Măgurelele, Măgurelile) este satul de reședință al comunei cu același nume din județul Prahova, Muntenia, România.
Așezarea este atestată documentar în 1493.
În 2011, satul avea o populație de 3297 de locuitori.